# Rafael Vaganian

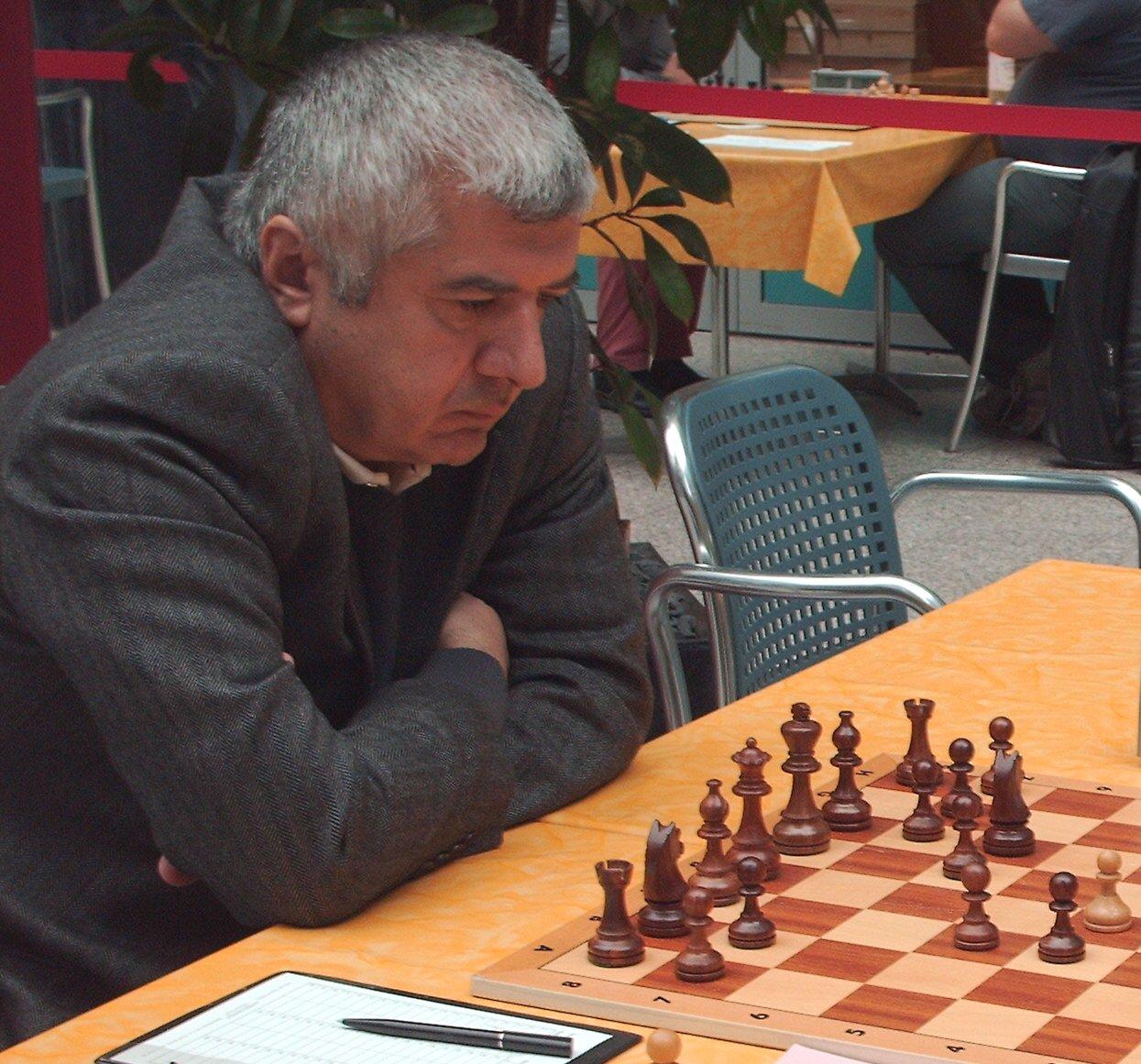
Rafael Vaganian

Rafael Vaganian (Armeens: Ռաֆայել Վահանյան; Russisch: Рафаэль Артёмович Ваганян) (Jerevan, 15 oktober 1951) is een Armeens schaker. In 1971 werd hij FIDE grootmeester (GM). In 1970 was hij winnaar van het jeugdtoernooi in Banja Luka. Rafael heeft in veel toernooien meegespeeld met wisselend resultaat en hij is door zijn spontane manier van doen en laten populair bij de meeste schakers.
In 1999 won hij het blitzschaaktoernooi van de Rabobank in Utrecht. Loek van Wely eindigde op de tweede plaats.
In 1970 speelde Rafael Vaganian een partij tegen Anatoli Karpov, te Leningrad in de schaakopening Dame-Indisch Eco-code E 12. De partij verliep als volgt:
1.d4 Pf6 2.c4 e6 3.Pf3 b6 4.a3 Lb7 5.Pc3 d5 6.Lg5 Le7 7.e3 Pbd7 8.cd ed 9.Ld3 0-0 10.0-0 Pe4 11.Lf4 c5 12.Tc1 a6 13.Dc2 f5 14.dc bc 15.Tfd1 Dc8 16.b4 cb 17.ab Lb4 18.Pa2 La3 19.Db1 Lc1 20.Tc1 Pdc5 21.Le4 de 22.Pd4 Ld5 23.Pb4 Db7 24.Tc5 Tfc8 25.Td5 Db4 26.Dd1 Da4 27.Td8+ Kf7 28.Dh5+ (diagram)(1-0)